# Eve paie sa dette
Pour plus de détails, voir Fiche technique et Distribution.
Eve paie sa dette (The Lady Pays Off) est un film américain réalisé par Douglas Sirk, sorti en 1951.

## Synopsis
Une belle jeune femme, Evelyn Warren, vient d'être élue "professeur de l'année" en Amérique. Elle décide de fêter cet événement en se rendant à Reno où, à la suite d'un excès d'alcool, elle dilapide son argent dans un casino. Son propriétaire, Matt Braddock, menace de tout révéler à la presse, si elle ne donne pas des cours à sa fille. Evelyn essaie alors de séduire Matt...  

## Fiche technique
- Titre français : Eve paie sa dette[1]
- Titre original : The Lady Pays Off
- Réalisation : Douglas Sirk
- Scénario : Albert J. Cohen et Frank Gill Jr.
- Production : Albert J. Cohen
- Société de production : Universal Pictures
- Musique : Frank Skinner
- Photographie : William H. Daniels
- Montage : Russell F. Schoengarth
- Direction artistique : Robert F. Boyle et Bernard Herzbrun
- Décors : Russell A. Gausman et Julia Heron
- Costumes : Bill Thomas
- Pays d'origine : États-Unis
- Langue : anglais
- Format : Noir et blanc - Son : Mono (Western Electric Recording)
- Genre : Comédie dramatique
- Durée : 80 minutes
- Date de sortie : 
  - États-Unis : octobre 1951
  - France : 31 juillet 1953[1]

## Distribution
- Linda Darnell : Evelyn Walsh Warren
- Stephen McNally : Matt Braddock
- Gigi Perreau : Diana Braddock
- Virginia Field : Kay Stoddard
- Ann Codee : Marie
- Lynne Hunter : Minnie
- Nestor Paiva : Manuel
- James Griffith : Ronald
- Billy Wayne : Croupier
- Katherine Warren : Dean Bessie Howell
- William Newell : Barman
- Paul McVey : Speaker
- Tristram Coffin : Carl
- Judd Holdren : Face
- Nolan Leary : Docteur
- John Doucette : Chauffeur de taxi
- Ric Roman : Ricky

## Autour du film
Douglas Sirk déclara, à propos de Linda Darnell, actrice principale du film : « Elle était une jolie fille et une actrice charmante à l'époque de L'Aveu [...]. Elle sortait avec Howard Hughes, mais dès qu'il l'a laissée tomber, elle s'est mise à boire. [...]  Lorsqu'elle a joué dans The Lady Pays Off, elle était devenue une autre personne. C'est l'un des cas, parmi d'autres, les plus tristes de l'histoire de Hollywood, qui était une sorte de capitale mondiale de l'alcoolisme. »